# Tom Schulman
Tom Schulman (ur. 1951 w Nashville) – amerykański scenarzysta.
Napisał scenariusz do filmu Stowarzyszenie Umarłych Poetów, który przyniósł mu w 1989 roku Oscara w kategorii najlepszy oryginalny scenariusz filmowy. Mieszka w południowej Kalifornii z dwójką dzieci i żoną.

## Filmografia
- 2009: Morgan's Summit
- 2008: Anatomy of Hope
- 2004: Witamy w Mooseport (Welcome to Mooseport)
- 2002: The Court
- 1998: Cudotwórca (Holy Man)
- 1997: Osiem głów w torbie (8 Heads in a Duffel Bag)
- 1992: Uzdrowiciel z tropików (Medicine Man)
- 1991: Co z tym Bobem? (What About Bob?)
- 1989: Stowarzyszenie Umarłych Poetów (Dead Poets Society)
- 1989: Agencja „Trzecie Oko” (Second sight)
- 1989: Kochanie zmniejszyłem dzieciaki (Honey, I Shrunk the Kids)
- 1988: Zemsta ojca (Das Rattennest)